# Into the Great Beyond
Into the Great Beyond es el segundo álbum de estudio de la banda japonesa de metalcore Crystal Lake. Fue lanzado el 3 de noviembre de 2010 a través del sello Imperium Recordings. Es el único álbum en el que aparece su segundo bajista, Yasuyuki Kotaka, quien ha permanecido en la banda durante más tiempo, antes de que dejara la banda en 2015 debido a una enfermedad. También es el último álbum en el que aparecen dos miembros fundadores de la banda: el vocalista Kentaro Nishimura y el baterista Yusuke Ishihara.

## Lanzamiento y promoción
El 27 de mayo de 2010, Crystal Lake lanzó la demo gratuita de Endeavor en su página de MySpace. Crystal Lake también anunció a través de MySpace, Twitter, Facebook y YouTube un nuevo video musical de "Twisted Fate", del álbum..
Las canciones "Twisted Fate", "Open Water", "Daylight" e "Into the Great Beyond" se regrabaron en 2020 para el álbum The Voyages, una colección de canciones regrabadas de la era Kentaro.

## Lista de canciones
Todas las canciones escritas y compuestas por Kentaro Nishimura, Yudai Miyamoto, Shinya Hori, Yasuyuki Kotaka y Yusuke Ishihara. 
| N.º | Título                                 | Duración |  |
| 1.  | «Intro: River of Truth» (instrumental) | 1:11     |  |
| 2.  | «Twisted Fate»                         | 2:48     |  |
| 3.  | «Open Water»                           | 2:46     |  |
| 4.  | «Endeavor»                             | 4:28     |  |
| 5.  | «See This Through»                     | 3:59     |  |
| 6.  | «Scheme» (instrumental)                | 1:54     |  |
| 7.  | «Burning Our Lives»                    | 2:43     |  |
| 8.  | «Daylight»                             | 4:05     |  |
| 9.  | «Road of Torment»                      | 3:01     |  |
| 10. | «Congestion Control» (instrumental)    | 1:06     |  |
| 11. | «Into the Great Beyond»                | 5:17     |  |

## Personal
Crystal Lake
- Kentaro Nishimura – Voz principal
- Yudai Miyamoto – Guitarra principal
- Shinya Hori – Guitarra rítmica
- Yasuyuki Kotaka – bajo
- Yusuke Ishihara – batería